# Gareth Davies
David Gareth Davies (18. srpna 1990 Carmarthen) je velšský ragbista hrající na pozici mlýnové spojky za velšský tým Scarlets.
S klubem vyhrál v sezoně 2016/17 PRO12, které se účastnily kluby z Walesu, Skotska, Irska a Itálie. V sezoně 2013/14 PRO12 položil ze všech hráčů nejvíce pětek (10).
S reprezentací Walesu vyhrál Six Nations v roce 2019 a 2021. Zúčastnil se MS 2015, MS 2019 a MS 2023. V říjnu 2024 ukončil reprezentační kariéru. Za Wales odehrál 77 zápasů a připsal si 85 bodů. Byl součástí Britských a Irských lvů v roce 2017 a 2021.